# Torre de Peñafiel
Torre de Peñafiel község Spanyolországban, Valladolid tartományban. Torre de Peñafiel Campaspero, Langayo, Manzanillo, Valladolid, Peñafiel, Canalejas de Peñafiel, Fompedraza, Rábano és Laguna de Contreras községekkel határos. Lakosainak száma 57 fő (2024).

## Népesség
A település népessége az utóbbi években az alábbiak szerint változott:
| Lakosok száma | 54   | 52   | 45   | 46   | 46   | 43   | 41   | 48   | 48   | 57   |
|               | 2001 | 2004 | 2007 | 2009 | 2012 | 2014 | 2017 | 2019 | 2022 | 2024 |